# Malcus nigrescens
Malcus nigrescens är en insektsart som beskrevs av Stys 1967. Malcus nigrescens ingår i släktet Malcus och familjen Malcidae. Inga underarter finns listade i Catalogue of Life.